# Žlabatka dubová
Žlabatka dubová, též žlabatka jablkovitá nebo žlabatka listová (Cynips quercusfolii), je blanokřídlý hmyz, který vytváří při sání na listech hálky nazývané duběnky. Ty mají kulovitý tvar a měří asi 2 cm v průměru.

## Zeměpisné rozšíření
Areál rozšíření žlabatky dubové zahrnuje celou Evropu. V Česku je běžným druhem. Obývá dubové lesy, parky a zahrady.

## Popis
Dospělec je okřídlený, černohnědé až černé barvy. Žlabatka svým sáním vytváří nápadné, listové, druhově specifické hálky, které jsou kulovité, zprvu zelené, žlutavé nebo načervenalé. V průměru měří 10–20 mm. Později hálky zhnědnou, zkrabatí, avšak zůstávají na listu i po opadu.

## Biologie
Dospělí jedinci pohlavně rozmnožující se generace vyletují v květnu a červnu, páří se a pak kladou oplodněná vajíčka zespodu do žilek listů dubu. Vytvářejí na listech šťavnaté nedřevnatějící hálky, duběnky, tvaru koule o průměru 26 mm. Z hálek se líhnou partenogenetické samičky, které kladou vajíčka do pupenů dubu, z nichž vznikají hálky o velikosti až 4 mm, z nichž v květnu se líhnou samečci a samičky.

## Rostlinolékařský význam
Žlabatka dubová nepředstavuje vážné riziko. Při silnějším výskytu je estetickou vadou, ochrana rostlin ale není nutná. Hálky žlabatky dubové je možné zaměnit s hálkami jiného hmyzu.

## Fotogalerie

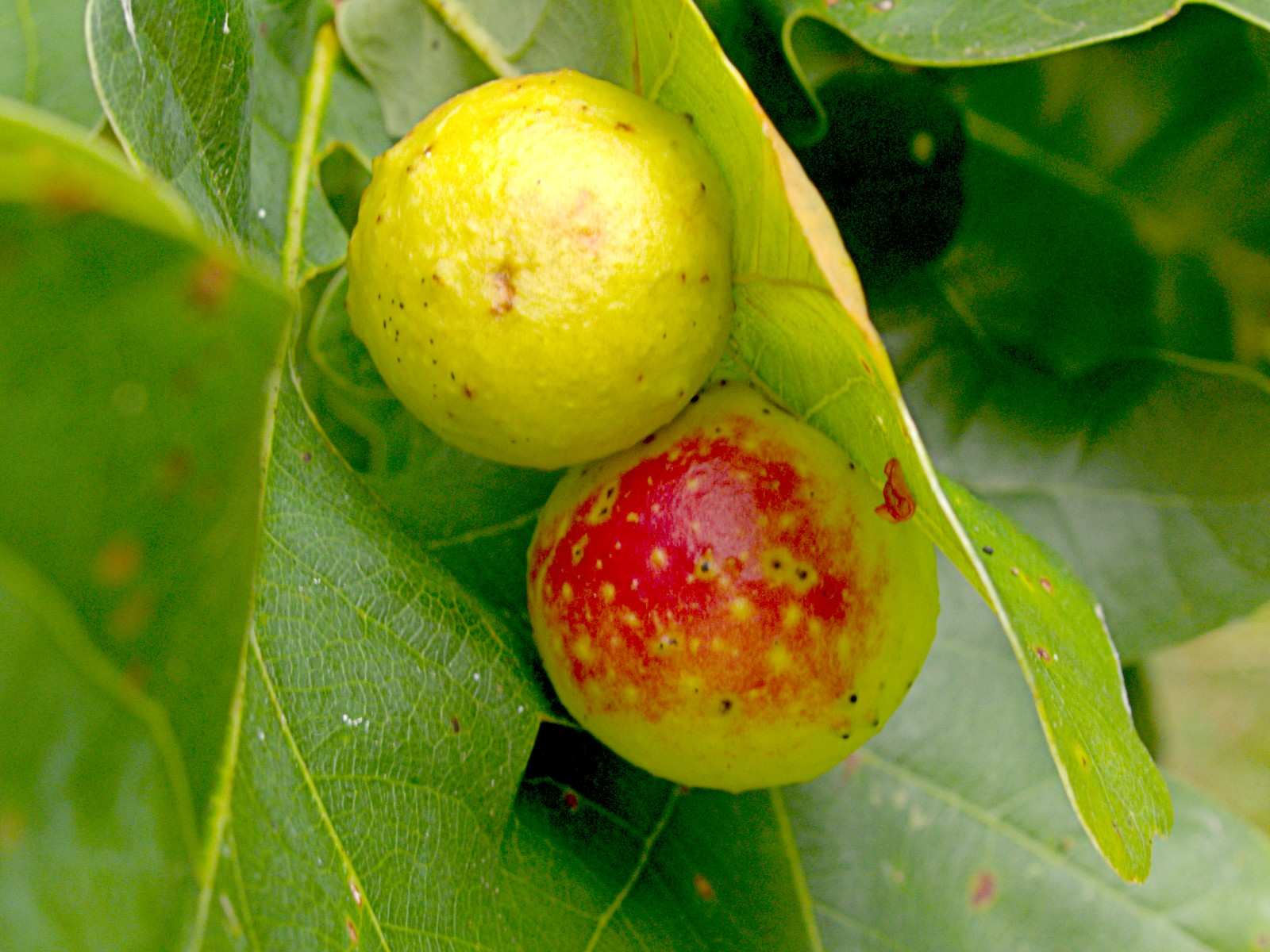
Hálka, duběnka.
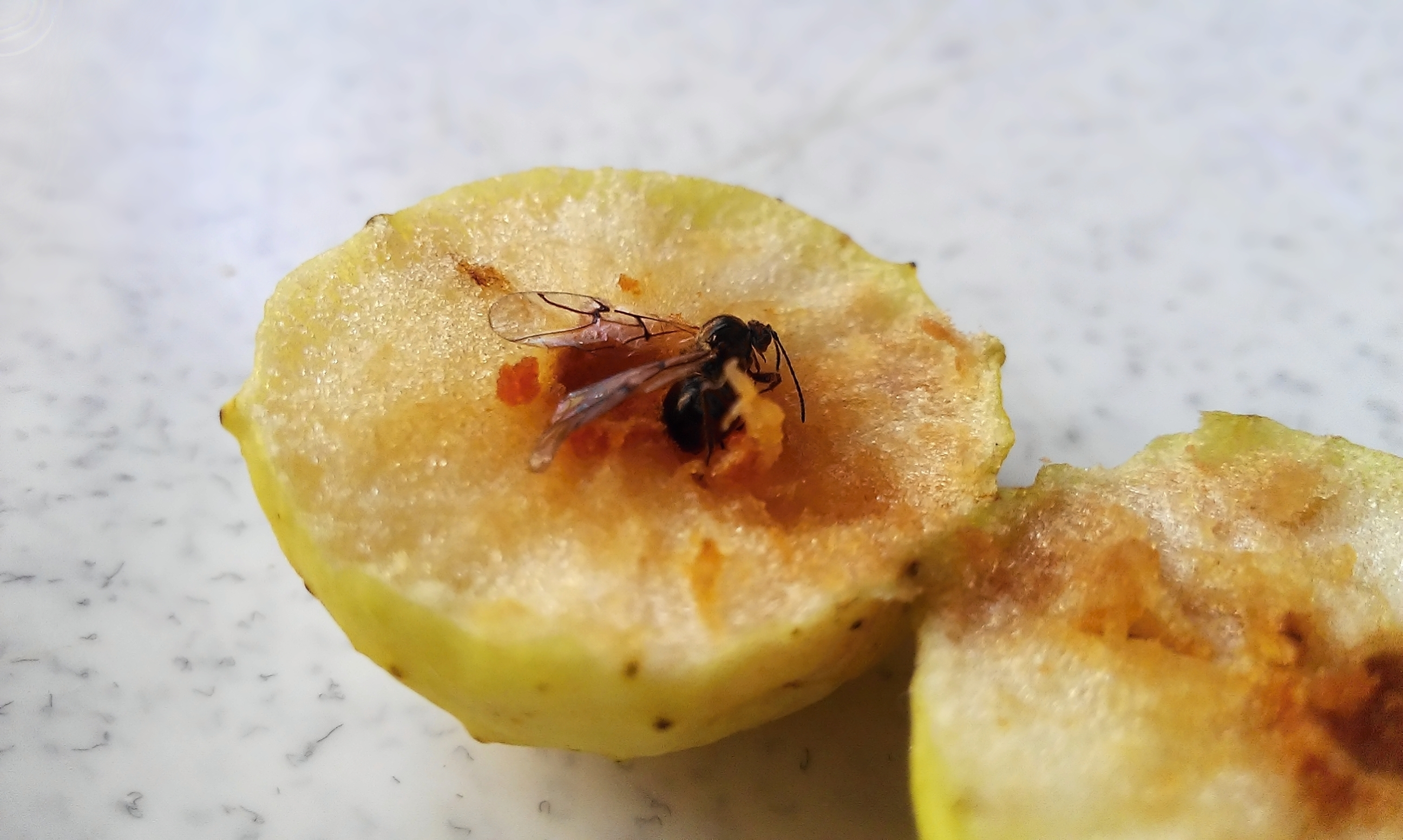
Rozříznutá hálka.